# Plonjeu (tehnică)

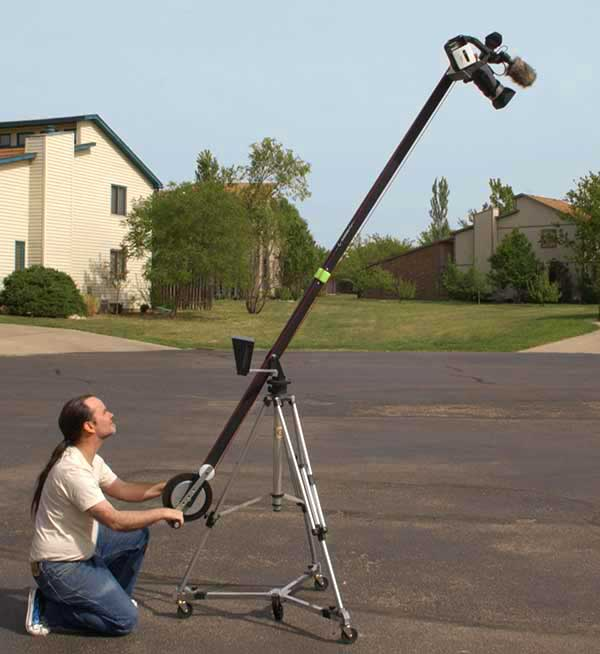
Cameră fotografică în poziţie de plonjeu

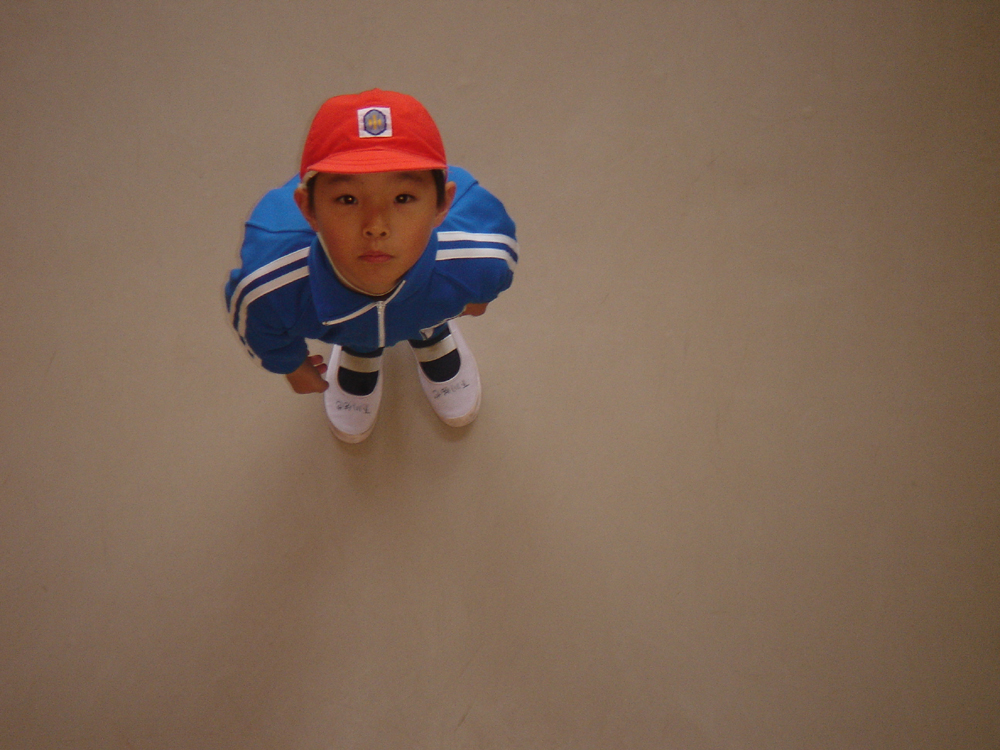
Băiat fotografiat în plonjeu

Plonjeul (din franceză plongée) este o tehnică picturală, fotografică sau cinematografică prin care subiectul reprezentat este observat de sus în jos, ceea ce creează o impresie de strivire a sa. Un exemplu al folosirii acestei tehnici este cea a unui copil văzut de un adult. Axul de perspectivă nu este orizontal, ci în pantă descendentă.
Camera de fotografiat sau de filmat este dirijată deasupra subiectului, privind la el de sus în jos, făcând ca subiectul reprezentării să pară vulnerabil sau neputincios. Efectul produs este o tasare, o zdrobire a perspectivei ceea ce conferă un sentiment de izolare, de strâmtoare, de dificultate și de complex de inferioritate al subiectului. Plonjeul total este realizat la un unghi de vedere de 180° deasupra subiectului.
Fotografiile sau secvențele filmate în plonjeu sunt folosite de obicei în filme pentru a face ca secvența să pară mai dramatică sau dacă cineva se află mai sus și vorbește cu personajul aflat mai jos.